# Taoujout
Taoujout ou Taoujjout (tamazight : Tawjjut) est un village berbère localisé dans le gouvernorat de Gabès au sud de la Tunisie. Traditionnellement, on y parle le chelha tunisien, une variété amazighe du pays.
En 2015, la répartition démolinguistique de Taoujout est de 1 100.